# Daniel Arango Jaramillo
Daniel Arango Jaramillo (Villavicencio, 25 de abril de 1921-Bogotá, 18 de mayo de 2008) fue un abogado, periodista, diplomático y político colombiano, que se desempeñó como gobernador de Meta y Ministro de Educación de Colombia. También fue cofundador de la Universidad de los Andes.

## Biografía
Nació en Villavicencio, en 1921, en el seno de una familia acomodada de políticos y empresarios antioqueños. Se graduó como bachiller en el colegio San Simón de Ibagué (Tolima). En la Universidad Nacional, donde se graduó como abogado, se consolidó como prospecto intelectual de la mano de su profesor de Derecho Penal, Jorge Eliécer Gaitán. Posteriormente, estudió Derecho y Ciencias Políticas en la Universidad Externado de Colombia y se epecializó en Civilización Griega y Humanidades en la Universidad de París (Francia), para después graduarse como Doctor en Derecho y Ciencias Políticas y Sociales de la Universidad Nacional. 
Se le conoció por ser una persona de profundas convicciones liberales. No solo como político, sino como intelectual. Como catedrático se desenvolvía con sabiduría por diversas disciplinas: desde sus clases de literatura colombiana en el Colegio Nicolás Esguerra de Bogotá, hasta sus profundas reflexiones como profesor de humanidades en la Universidad de Los Andes. En Los Andes, universidad que convirtió en su centro de actividades durante la mayor parte de su vida, dictó cátedras sobre Grecia, Edad Media o la literatura universal. También fue su vicerrector. Trabajó incansablemente por infundir a sus estudiantes el respeto a los altos valores del espíritu, el amor a la historia y la necesidad de servir de manera responsable a la sociedad. 
Logró reconocimiento como escritor "generacionista" influenciado por el movimiento literario conocido como los "piedracielistas". Admiraba al poeta Eduardo Carranza, a quien le reconocía influencia sobre su obra. Alguna vez criticó a Pablo Neruda, por haber convertido una anécdota en poema. Sus principales ensayos fueron publicados por el Instituto Caro y Cuervo en 1996, con el título de 'La Ciudad Is'. 
Como hombre público, fue director de la Revista de la Policía Nacional, director de Museos y Exposiciones del Ministerio de Educación Nacional y jefe de la sección de Bellas Artes de esa misma institución. Más tarde ocupó cargos políticos como gobernador de Meta (1964-1965), ministro de Educación Nacional en la presidencia de Guillermo León Valencia, Representante a la Cámara, Concejal de Bogotá y embajador de Colombia ante la Unesco.